# Merry Elisabeth Scheel
Merry Elisabeth Scheel (26. september 1929 i Aarhus – 2. november 2007) var en af Danmarks mest fremtrædende sygeplejeteoretikere. Hun blev uddannet defektrice (apoteksdefektrice) i 1950 og sygeplejerske i 1960, bestod filosofikum i 1981 og blev siden cand.phil. i 1989, mag.art. i filosofi i 1991 og ph.d. i 2003. Herudover var hun igennem mange år en aktiv skribent, særligt omkring de etiske og filosofiske aspekter af sygeplejefaget.

## Scheels sygeplejeteori
I Merry Scheels teori opfattes sygeplejen som en interaktionel praksis med samspil mellem sygeplejersken og  patient. Det interaktionelle kan også ses som en relation mellem sygeplejen og de andre faggrupper, der indgår i patientens behandling.
Scheel beskriver sygeplejen som et spændingsfelt mellem videnskab og relativisme. Den videnskabelige tilgang er generel og teoretisk. Den fortæller os, hvordan vi kan eller bør handle i en given situation. Den relativistiske tilgang udspringer derimod af den konkrete situation.
Vi skal søge at finde et balancepunkt mellem yderlighederne. Plejen må på den ene side ikke blive kold og umenneskelig, men på den anden side heller ikke slå over i det urealistiske og sentimentale (Scheel 2003: 45-51; 209-211).
Interaktionel sygepleje har sit udgangspunkt i et relationistisk menneskesyn. Mennesket er i kraft af dets eksistens i relation med andre mennesker og kan derfor aldrig være fuldstændigt autonomt eller uafhængigt. Vi kan ikke bare opføre os, som vi har lyst, uden at tage hensyn til andre mennesker.
Hun tager afstand fra det dualistiske menneskesyn. Mennesket skal ses i sin helhed, og sygeplejen må derfor tilgodese både den andens fornuft og følelser. Ellers når vi ikke ind til personen (Ibid.167-171).
I enhver relation mellem mennesker er der et magtforhold. Men magten kan både have en positiv og negativ funktion. Den kan både udøves som tvang og ved at undlade at handle og derved fastholde den anden i afhængigheden.
Magten i den interaktionelle sygepleje skal altid være til for patienten. Som sygeplejerske må man derfor gøre sig bevidst om magtrelationen og hele tiden vurdere, om den er til gavn for patienten eller ej (Ibid. 171-175).
Tværfagligt samarbejde er et vigtigt aspekt i den interaktionelle sygepleje. Sundhedsopgaverne er i dag så komplekse, at en selvstændig faggruppe umuligt kunne løse dem alene. Mange forskellige fag med hver deres indgangsvinkel er nødvendige for i fællesskab at løste opgaven (Ibid. 105).
Alle fag har både en inderside og en yderside. Ydersiden er fagets samfundslogik, altså det omgivende samfunds forventning om hvilken rolle faget skal spille i helheden. Indersiden er derimod fagets egenlogik eller fagets faglige indhold.
Sygeplejen er opstået, fordi der i samfundet var syge, som havde brug for pleje og omsorg. De metoder og den kultur, som sygeplejefaget har tilegnet sig, har udviklet sig for bedst muligt at kunne løse den opgave, som faget har stået over for.
Ethvert fag har et særligt genstandsområde, dvs. det fagpersonen står overfor i sit arbejde. Det er det, som faggruppens tanker og handlinger er rettet imod og beskæftiger sig med. Flere faggrupper kan have overlappende genstandsområder, men de vil være koncentreret om forskellige aspekter af det. Både sygeplejersker og læger har menneskers sygdom og sundhed som deres genstandsområde, men i deres arbejde beskæftiger de sig med forskellige områder. Lægens tilgang til genstandsområdet går igennem behandlingen af mennesket, mens sygeplejerskens tilgang går igennem pleje og omsorg.
De enkelte fags rolle i det tværfaglige samarbejde er en balancegang. På den ene side skal faget være bevidst om, hvad det kan bidrage med for at kunne gøre sig konkurrencedygtigt med de andre fag. Hvis et fag ikke formår at opbygge en sikker fagidentitet, vil det miste sin indflydelse og til sidst blive underlagt andre og mere selvsikre fags præmisser. På den anden side må faget heller ikke forfalde til fagchauvinisme eller den anskuelse, at deres måde at gøre tingene på er den eneste rigtige (Ibid. 100-106).
Patienten og den sundhedsfaglige opgave bør stå i centrum, uden at faggrupperne mister deres faglighed og egenart. Derved kan der opstå en ny sundhedsfaglig identitet, der udspringer af opgaven (Ibid.: 132-133).